# The Fireman
The Fireman ist der Name eines Projekts der Musiker Paul McCartney und Martin Glover alias Youth. Die Idee hinter der Namensgebung von The Fireman ist, dass der Vater von Paul McCartney während des Zweiten Weltkriegs unterstützender Feuerwehrmann war.

## Bandgeschichte

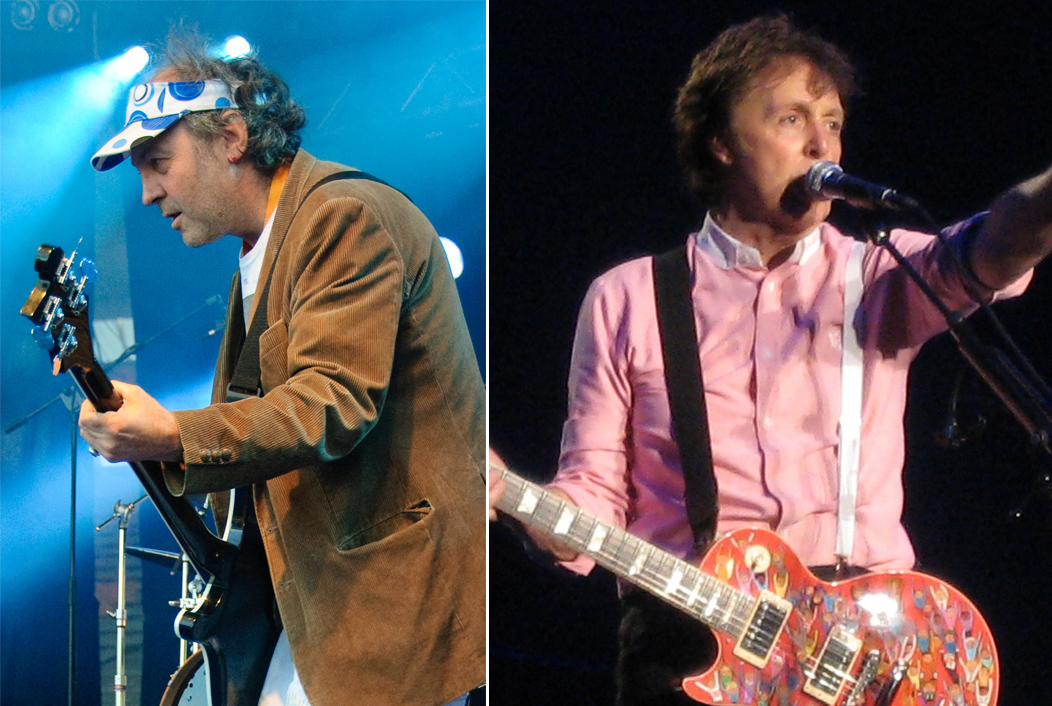
Youth und Paul McCartney

Anfang Oktober 1992 begannen die Arbeiten zum ersten Album Strawberries Oceans Ships Forest im Tonstudio Hog Hill Mill von Paul McCartney in Sussex, in dem Youth mit dem Toningenieur Chris Potter und dem Programmierer Matt Austin aus den Liedern vom Album Off the Ground Samples fertigte und neue Abmischungen herstellte, danach wurden gesprochene Worte von den Liedern The Broadcast und Reception, die beide von dem Wings-Album Back to the Egg  stammen, sowie „Mellotron-Loops“ verwendet. Paul McCartney spielte noch akustischen Bass, Flöte und Banjo ein, was ebenfalls für die Abmischungen verwendet wurde. Nach vier Tagen wurde das Album im Stil von Ambient Trance am 11. Oktober 1992 fertiggestellt und am 15. November 1993 unter dem Bandnamen The Fireman anonym veröffentlicht.
Im Februar 1998 begab sich Paul McCartney mit Youth erneut in das Hog Hill Mill Studio und stellten ein weiteres Album fertig, für Rushes  wurden neu komponierte Lieder aufgenommen, die im Wesentlichen atmosphärische Instrumentalmusik sind, das Album wurde am 21. September 1998 veröffentlicht. Am 2. Oktober 1998 traten The Fireman in den Abbey Road Studios (Studio 1) maskiert auf und präsentierten Live-Abmischungen von fünf Liedern ihres Albums Rushes, hinzugefügt wurden noch weitere Instrumentierungen und Gesang. Die Übertragung des Auftritts erfolgte auf der Homepage von The Fireman.
Am 21. August 2000 veröffentlichte Paul McCartney das experimentelle Album Liverpool Sound Collage, das aus  Klangcollagen besteht, die McCartney aus diversen Tonaufnahmen zusammensetzte. Für die Klangcollage Real Gone Dub Made in Manifest in the Vortex of the Eternal Now war Youth verantwortlich, der auch neben Paul McCartney, den Beatles und den Super Furry Animals auf dem Album als Künstler erwähnt wird.
Vom Dezember 2007 bis Juni 2008 nahmen Paul McCartney und Youth in den Hog Hill Mill Studio ihr drittes Album in insgesamt 13 Tagen auf. Das nun nicht mehr rein instrumentale Album Electric Arguments hatte zu Beginn der Aufnahmen kein Konzept, so wurde erst während der Arbeiten beschlossen, die Instrumentallieder mit Gesang zu versehen, sodass das fertige Album letztendlich von einem herkömmlichen Paul McCartney-Studioalbum kaum zu unterscheiden ist, da der Anteil an experimentellen Liedern geringer ausfiel, die Lieder Sing the Changes und Highway wurden auch während der 2009er Tournee von Paul McCartney gespielt.
Während der Promotionarbeiten zur Veröffentlichung des Albums Electric Arguments wurde die Identität von The Fireman bekannt gegeben und erwähnt, dass Paul McCartney und Youth sich hinter dem Pseudonym verbergen. Das Lied Sing the Changes befindet sich auch auf dem, im Jahr 2016 veröffentlichten, McCartney-Kompilationsalbum Pure McCartney.
Am 17. Juni 2013 wurde die bisherige letzte Zusammenarbeit von McCartney und Youth veröffentlicht, die Single Out of Sight erschien unter der Interpretenbezeichnung The Bloody Beetroots feat. Paul McCartney & Youth, wobei McCartney erneut sang.

## Sonstiges
Am 28. Mai 1999 nahm Paul McCartney das Lied Clean Machine in den Abbey Road Studios auf, das für die Internetseite „Linda McCartney Foods Pro Cycling Team“ verwendet wurde. Das Lied, das Samples des Beatles-Liedes Penny Lane beinhaltet, wird The Fireman zugeschrieben, was aber nicht nachweislich ist, da es bisher nicht veröffentlicht wurde.

## Diskografie
Alben
- 1993: Strawberries Oceans Ships Forest
- 1998: Rushes
- 2000: Liverpool Sound Collage
- 2008: Electric Arguments

Singles
- 1993, November: Transpiritual Stomp / Arizona Light Mix (GB, 12″)
- 1998, September: Fluid / Appletree Cinnabar Amber / Bison (Long One) (GB, 12″)
- 1999, Januar/Februar: Fluid (Out of Body and Mind Mix) / Fluid (Out of Body Mix) / Fluid (Out of Body with Sitar Mix) / Bison (GB, 12″)
- 2008, November: Sing the Changes (Download-Single)
- 2009, Januar: Dance ’Til We’re High (Download-Single)
- 2013, Juni: Out of Sight The Bloody Beetroots feat. Paul McCartney & Youth (Download-Single und 7″-Vinyl-Single [Album Version/Radio Version], USA)